# Canción del sur (película)
Canción del sur (título original en inglés: Song of the South) es un largometraje musical de acción real y animación estadounidense de 1946 producido por Walt Disney y distribuido por RKO Radio Pictures. Se basa en la colección de historias del Tío Remus adaptadas por Joel Chandler Harris, y está protagonizada por James Baskett como el Tío Remus. La película tiene lugar en el sur de los Estados Unidos durante la era de la Reconstrucción, un período de la historia Estadounidense poco después del final de la guerra civil estadounidense y la Abolición de la Esclavitud en los Estados Unidos. La historia sigue a Juanín (Johnny), de siete años, que está visitando la plantación de su abuela para una estadía prolongada. Juanín se hace amigo del Tío Remus, uno de los sirvientes de la plantación, y se alegra al escuchar sus historias sobre las aventuras del Hermano Rabito (Br'er Rabbit), el Hermano Zorro (Br'er Fox) y el Hermano Blas (Br'er Bear). Juanín aprende de las historias cómo hacer frente a los desafíos que está viviendo mientras vive en la plantación.
Walt Disney había querido producir una película basada en las historias del Tío Remus durante algún tiempo. No fue sino hasta 1939 que comenzó a negociar con la familia Harris por los derechos de la película, y finalmente en 1944, comenzó la filmación de Canción del sur. El estudio construyó un conjunto de plantaciones para las escenas al aire libre en Phoenix, Arizona, y algunas otras escenas fueron filmadas en Hollywood. La película es predominantemente en imagen real, aunque también contiene tres secuencias animadas, que luego se lanzaron como funciones de televisión independientes. Algunas escenas también presentan una combinación de acción en vivo con animación. Canción del sur se estrenó en Atlanta el 12 de noviembre de 1946 y el resto de su primera actuación en el teatro fue un éxito financiero. La canción "Zip-a-Dee-Doo-Dah" ganó el 1947 Premio de la Academia a la Mejor Canción Original y James Baskett recibió un Premio de Honor de la Academia por su actuación como el Tío Remus.
Desde su lanzamiento original, Canción del sur ha sido objeto de controversia. Algunos críticos describieron la representación de los afroamericanos en la película como racista, manteniendo que el vernáculo negro y otras cualidades son estereotipos. Debido a esta controversia, Disney aún no ha lanzado la cinta en ningún formato casero en los Estados Unidos. Sin embargo, críticas recientes han sugerido que censurar la película sería una forma de ocultar el trabajo de actores afroamericanos y su evolución a lo largo del cine del siglo xx, así como una manera de ocultar la historia de la trata de personas afroamericanas durante la guerra civil estadounidense. No obstante, algunas de las secuencias musicales y animadas se han lanzado a través de otros medios, y la película completa ha visto la distribución de vídeos caseros en otros países del mundo. Los personajes de dibujos animados de la película han seguido apareciendo en una variedad de libros, cómics y otros medios. La atracción Splash Mountain ubicado en los parques temáticos de Disneyland, Magic Kingdom y Tokyo Disneyland también se basaba en la película.

## Sinopsis

### Ambientación
La película está ambientada en una plantación en el sur de los Estados Unidos, específicamente en el estado de Georgia, a cierta distancia de Atlanta. Aunque a veces era malinterpretado, como el hecho de que tenía lugar antes de la Guerra Civil Estadounidense mientras la esclavitud todavía era legal en la región. Las historias originales del tío Remus de Harris se desarrollaron después de la Guerra Civil Estadounidense, tras la abolición de la esclavitud. El propio Harris, nacido en 1848, fue un escritor y periodista activista de la reconciliación racial de la Era de la Reconstrucción. La película hace varias referencias indirectas a la Era de la Reconstrucción: la ropa está en el nuevo estilo victoriano tardío ; El Tío Remus es libre de abandonar la plantación a voluntad, etc.

### Trama
Johnny, de siete años está entusiasmado con lo que cree que son unas vacaciones en la plantación de su abuela en Georgia con sus padres, John Sr y Sally. Cuando llegan a la plantación, descubre que sus padres vivirán separados por un tiempo, y él debe vivir en la plantación con su madre y su abuela mientras que su padre regresa a Atlanta para continuar su controvertida edición en el Periódico de la ciudad. Juanín, angustiado por la partida de su padre, se marcha en secreto esa noche a Atlanta con un hatillo.
Cuando Johnny se escapa de la plantación, se siente atraído por la voz del Tío Remus, quien le cuenta historias de un personaje llamado Hermano Rabito. Para entonces, se había corrido la voz de que Juanín había desaparecido y algunos residentes de la plantación lo están buscando. Juanín evade ser descubierto, pero el Tío Remus lo alcanza. Se hacen amigos y el Tío Remus le ofrece algo de comida para su viaje, llevándolo de regreso a su cabaña. Mientras está en la cabaña, el tío Remus le cuenta a Johnny el tradicional cuento tradicional afroamericano, "El Hermano Rabito gana un dólar por minuto (Br'er Rabbit Earns a Dollar a Minute). En la historia, el Hermano Rabito intenta huir de casa para deshacerse de sus problemas, solo para cambiar de opinión después de un encuentro con el Hermano Zorro y el Hermano Blas. Juanín toma el consejo y cambia de opinión acerca de dejar la plantación, dejando que el tío Remus lo lleve de regreso con su madre.
Juanín se hace amigo de Tobías, un joven negro que vive en la plantación, y Tina Favers, una niña blanca. Tina le da a Juanín un cachorro después de que sus dos hermanos mayores, Joe y Jake amenazan con ahogarlo. La madre de Juanín se niega a dejar que se haga cargo del cachorro, por lo que lleva al perro al Tío Remus. El Tío Remus lleva al perro y deleita a Juanín y sus amigos con "La fábula del Hermano Rabito y Tar-Baby" (The fable of Br'er Rabbit and the Tar-Baby), y enfatiza que las personas no deberían involucrarse en algo con lo que no tienen nada que ver. El primer lugar. Juanín presta atención al consejo de cómo el Hermano Rabito usó la psicología inversa en el Hermano Zorro y les ruega a los Hermanos Favers que no le digan a su madre sobre el perro. La psicología inversa funciona, y los niños van a hablar con su madre. Entonces se dan cuenta de que Juanín los había engañado. En un acto de venganza, le cuentan a Sally sobre el perro. Ella se molesta porque Juanín y el Tío Remus se quedaron con el perro a pesar de su orden (que el Tío Remus desconocía). Ella le ordena al Tío Remus que no le cuente más historias a su hijo.
Llega el cumpleaños de Juanín y este recoge a Tina para llevarla a su fiesta. En el camino, Joe y Jake empujan a Tina a un charco de lodo. Con su vestido arruinado, Tina no puede ir a la fiesta y sale corriendo llorando. Juanín comienza a pelear con los niños, pero su pelea se termina con el Tío Remus, que regaña a Joe y Jake. Juanín corre para consolar a Tina. Él explica que él tampoco quiere ir, especialmente porque su padre no estará allí. El Tío Remus descubre a los dos niños abatidos y los anima contando la historia de "El lugar feliz del Hermano Rabito" (Br'er Rabbit and his Laughing Place). Cuando los tres regresan a la plantación, Sally se enoja con Juanín por perderse su propia fiesta de cumpleaños y le dice al Tío Remus que no pase más tiempo con él. Triste por el malentendido de sus buenas intenciones, el Tío Remus empaca sus maletas y se va a Atlanta. Juanín se apresura a interceptarlo, pero es atacado por un toro y gravemente herido después de tomar un atajo a través de un pasto. Mientras Juanín flota entre la vida y la muerte, su padre regresa. Juanín llama al Tío Remus, quien luego es escoltado por su abuela. El Tío Remus comienza a contar "El lugar feliz del Hermano Rabito" una vez más, y el niño sobrevive milagrosamente.
Luego se ve a Juanín, Tina y Tobias saltando y cantando mientras el cachorro de Juanín regresa corriendo junto a ellos. El Tío Remus también está cerca y se sorprende cuando el Hermano Rabito y varios de los otros personajes de sus historias aparecen frente a ellos e interactúan con los niños. El Tío Remus se apresura a unirse al grupo, y todos se saltan al ritmo del canto.

## Reparto

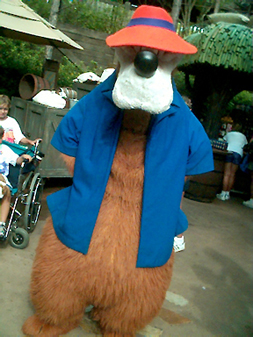
Representación de uno de los personajes en un parque de Disney.

- Tío Remus / Hermano Zorro (voz): James Baskett (1904 - 1948)
- Juanín: Bobby Driscoll (1937 - 1968)
- Tina: Luana Patten (1938 - 1996)
- Tobías:  Glenn Leedy (1935 - 2004)
- Soledad: Ruth Warrick (1916 - 2005)
- Sra. Rosa:  Lucile Watson (1879 - 1962)
- Tia Blanca: Hattie McDaniel (1895 - 1952)
- Juan: Eric Rolf (1911 - 1956)
- Sra. Favers:  Mary Field (1909 - 1996)
- Jake Favers:  George Nokes (1936 - 1986)
- Joe Favers:  Gene Holland (1931 - 1963)
- Hermano Blas (voz): Nicodemus Stewart (1910 - 2000)
- Hermano Rabito (voz): Johnny Lee (1898 - 1965)

## Doblaje
El doblaje en español (1946) estuvo a cargo del mexicano Edmundo Santos. Este doblaje es usado y distribuido en todos los países de habla hispana.
- Ana María González: Soledad
- Carlos David Ortigosa: Juan
- José Manuel Rosano: Hermano Rabito